# Ocyptamus filissimus
Ocyptamus filissimus är en tvåvingeart som först beskrevs av Hull 1943.  Ocyptamus filissimus ingår i släktet Ocyptamus och familjen blomflugor.
Artens utbredningsområde är Colombia. Inga underarter finns listade i Catalogue of Life.